# Amir Saipi
Amir Saipi (Schaffhausen, 8 de julio de 2000) es un futbolista suizo, nacionalizado kosovar, que juega en la demarcación de portero para el FC Lugano de la Superliga de Suiza.

## Selección nacional
Tras jugar en las categorías inferiores de la selección, finalmente el 11 de octubre de 2024 hizo su debut con la selección de Kosovo en un partido de la Liga de Naciones de la UEFA 2024-25 contra Lituania que finalizó con un resultado de 1-2 para Kosovo, tras los goles de Edon Zhegrova y Ermal Krasniqi para Kosovo, y de Paulius Golubickas para Lituania.

## Clubes
| Club            | País  | Año       | Partidos | Goles |
| --------------- | ----- | --------- | -------- | ----- |
| FC Schaffhausen | Suiza | 2019-2021 | 45       | 0     |
| FC Lugano       | Suiza | 2021-     | 152      | 0     |

## Palmarés

### Títulos nacionales
| Título        | Club         | País  | Año  |
| ------------- | ------------ | ----- | ---- |
| Copa de Suiza | F. C. Lugano | Suiza | 2022 |